# Adolph Christian von Bassewitz
Graf Adolph Christian von Bassewitz (* 6. Juli 1758; † 3. September 1821 in Lübeck) war ein mecklenburgischer Gutsbesitzer und Lübecker Domherr.

## Leben
Adolph Christian Graf von Bassewitz entstammte der wendischen Linie der alten mecklenburgischen Familie von Bassewitz; er war der dritte Sohn von Carl Friedrich Graf von Bassewitz, auf Prebberede, Jahmen, Grieve, Wozeten und Wardow und seiner Frau Marie Elisabeth von Lützow, verwitwete von Dorne. Der Mecklenburg-Schwerinsche Geheimratspräsident Bernhard Friedrich Graf von Bassewitz war sein älterer Bruder, Joachim Otto Adolph Graf von Bassewitz sein Onkel.
Schon im Alter von sechs Jahren erhielt er am 27. August 1764 eine Präbende am Lübecker Dom. Die Präbende war die des verstorbenen Johannes (Hans) von Brömbsen, die eigentlich Friedrich Ludwig von Eyben zugefallen war, der aber zu seinen Gunsten verzichtet hatte.
1779 wurde von Bassewitz königlich dänischer und 1781 mecklenburg-schwerinscher Kammerjunker. Er diente als Leutnant bei der (dänischen) Garde.
Als das Domkapitel 1803 im Reichsdeputationshauptschluss säkularisiert wurde, behielt er, wie alle zum Zeitpunkt der Säkularisation bestehenden Kanonikate, die damit verbundenen Privilegien und Einkünfte bis zu seinem Lebensende. 
Adolph Christian Graf von Bassewitz blieb unverheiratet und hatte keine Erben. Sein Vermögen hatte er auf null gebracht. Seinen 1783 ererbten Besitz Grieve (heute Ortsteil von Prebberede) in Mecklenburg verkaufte er am 25. Dezember 1788 an seinen Bruder Henning Friedrich, von dem es an Bernhard Friedrich von Bassewitz überging. Zuvor war er auch Mitbesitzer von Prebberede gewesen.